# Testigo ocular
Testigo ocular (título original: I Witness) es una película estadounidense del año 2002 de Rowdy Herrington y protagonizada por Jeff Daniels y James Spader.

## Argumento
James Rhodes es un luchador de los derechos humanos agotado proveniente de Detroit. Es enviado a Tijuana, México, para investigar las relaciones entre los propietarios de una factoría y sus trabajadores, que han formado un sindicato parta defender sus intereses. Rhodes cree que la empresa contrata a matones para intimidar a los obreros con el propósito de romper a ese sindicato y mantener a los obreros en un estado de semiesclavitud. También hay indicios claros de ello aunque no hay ninguna prueba clara al respecto. 
Cuando un día se encuentran 27 cadáveres de trabajadores junto a la frontera, la policía se apresura a asegurar que se trata de un asunto de drogas, pero Rhodes nota que todos tienen el cuerpo lleno de veneno. Más tarde se encuentran en el otro lado de la frontera los cuerpos de dos fanáticos de la motocicleta estadounidenses asesinados con idénticas huellas de veneno cerca del lugar de la matanza. Por ello empieza a investigar, ya que es consciente de que eran todos de un mismo lugar cerca de la empresa siendo apoyado por narcotraficantes que no quieren ser implicados en una matanza, en la que no tuvieron nada que ver.
Finalmente descubre a través de la confesión de un involucrado que él grababa y que iba a morir, que hubo un accidente en la empresa que investigaba Rhodes, en la que sustancias tóxicas líquidas salieron. La empresa envió por ello a esas personas para limpiar el lugar no sabiendo de la toxicidad. Cuando el jefe de la empresa, Roy Logan, apareció más tarde y se dio cuenta de la mortalidad de las sustancias, cosa que debió haber sabido la empresa desde el comienzo, él, sabiendo que iban a morir por ello, decidió encubrir el asunto para no ser incriminado por homicidio de negligencia y para no dar al sindicato razones para cambiar las cosas a mejor y los mató para luego enterrarlos. Luego el veneno fue vertido en el lugar, donde los dos motociclistas estaban divirtiéndose, los cuales entraron en contacto con el veneno. Para encubrir eso también fueron asesinados poco más tarde de la misma manera. El involcrado también estuvo en contacto con el veneno, por lo que iba a morir, lo que le causó tener la motivación de confesar antes de morir.
También descubre a través del involucrado, que el jefe de la policía del lugar, Capitán Madrid, le ayudó al respecto al igual que inculpó para ello luego a narcotraficantes y manipulando todo para ello al igual que le ayudó antes a tratar de destruir el sindicato con matones por dinero. Madrid, sin embargo, descubre que lo iba a saber y, antes de que pudiera sacarlo a la luz, mata al involucrado y a Rhodes junto a otros que también oyeron al mismo tiempo la confesión acribillándolos justo después de esa confesión utilizando para ello a policías corruptos que están bajo su control para luego involucrar otra vez a los narcotraficantes, los cuales intentan en vano salvarlos.  
Aun así, sin embargo, Rhodes puede utilizar la diversión de los narcotraficantes para conseguir esconder antes de morir a tiempo la grabación, en la que añadió lo que estaban haciendo Madrid y sus policías corruptos en medio del ruido constante de disparos justo después de la confesión para que un amigo suyo, Claudio Castillo, pudiese descubrirlo y entregarlo a las autoridades americanas bajo la dirección de Douglas Draper y Emily Thompson, los cuales lo arrreglan luego todo para que el Capitán Madrid y Roy Logan fuesen luego arrestados por sus crímenes. Después Rhodes es enterrado con todos los honores por lo que hizo.

## Reparto
- Jeff Daniels - James Rhodes
- James Spader - Douglas Draper
- Portia De Rossi - Emily Thompson
- Clifton Collins Jr. - Claudio Castillo
- Wade Williams - Roy Logan
- Mark Carlton - Carter
- Jordi Caballero - Capitán Madrid